# Молодіжна збірна Мальдівських островів з футболу
Молодіжна збірна Мальдівських островів з футболу — національна молодіжна футбольна збірна Мальдівських островів, що складається у залежності від турніру із гравців віком до 19 або до 20 років. Вважається основним джерелом кадрів для підсилення складу основної збірної Мальдівських островів. Керівництво командою здійснює Футбольна асоціація Мальдів.
Команда має право участі у Юнацькому кубку Азії до 19 років, у випадку успішного виступу на якому може кваліфікуватися на молодіжний чемпіонат світу до 20 років. Також може брати участь у товариських і регіональних змаганнях.